# Carl Döring
Carl Döring, teilweise auch Karl Doering oder Karl Döring geschrieben, (* 1. September 1906 in Frankfurt am Main; † 14. Mai 1992 in Wiesbaden) war ein deutscher Motorradrennfahrer.

## Karriere
Der Wiesbadener Carl Döring startete 1947 bei der erstmals nach dem Zweiten Weltkrieg ausgetragenen Deutschen Motorrad-Straßenmeisterschaft. Wiesbaden war damals neben Frankfurt am Main das Rennfahrerzentrum der 125-cm³-Klasse. Die Fahrer unterstützten sich gegenseitig. Friedrich Rückert, Willy Thorn (Deutscher Vizemeister 1948), Ernst Heinrich, Rudi Meister und Carl Döring gehörten der Gruppe an. Döring war der erfolgreichste Fahrer. Mit einer DKW, Baujahr 1930, gewann er 1947, 1948 und 1949 die Deutsche Meisterschaft in der 125-cm³-Klasse. Von Jahr zu Jahr verbesserte er sein Motorrad mit Motoren der österreichischen Firma Puch.
1947 und 1949 gewann Döring bei Rund um Schotten. 1948 siegte er beim Hamburger Stadtparkrennen, auf dem Grenzlandring bei Wegberg und in Hockenheim. 1949 war er beim Dieburger Dreiecksrennen erfolgreich, wieder in Hamburg, Hockenheim und Schotten, gewann den Eifelpokal auf der Nürburgring-Nordschleife, das Donauringrennen in Ingolstadt und auf dem Norisring in Nürnberg. Nach der Saison 1949 beendete Carl Döring seine Rennsport-Karriere, nahm aber 1950 noch an der ADAC-Deutschlandfahrt auf einer DKW teil.

## Statistik

### Erfolge
- 1947 – Deutscher 250-cm³-Meister auf DKW
- 1948 – Deutscher 250-cm³-Meister auf DKW
- 1949 – Deutscher 250-cm³-Meister auf DKW

### Rennsiege
| Jahr | Klasse  | Maschine | Rennen                    | Strecke                  |
| ---- | ------- | -------- | ------------------------- | ------------------------ |
| 1947 | 125 cm³ | DKW      | Rund um Schotten          | Schottenring             |
| 1948 | 125 cm³ | DKW      | Jubiläumsrennen           | Hockenheimring           |
| 1948 | 125 cm³ | DKW      | Hamburger Stadtparkrennen | Hamburger Stadtpark      |
| 1948 | 125 cm³ | DKW      | Grenzlandring-Rennen      | Grenzlandring            |
| 1949 | 250 cm³ | DKW      | Mai-Pokal-Rennen          | Hockenheimer Dreieck     |
| 1949 | 125 cm³ | DKW      | Eifelpokal                | Nürburgring-Nordschleife |
| 1949 | 125 cm³ | DKW      | Dieburger Dreiecksrennen  | Dieburger Dreieck        |
| 1949 | 125 cm³ | DKW      | Rund um Schotten          | Schottenring             |
| 1949 | 125 cm³ | DKW      | Hamburger Stadtparkrennen | Hamburger Stadtpark      |